# Borsodi
Borsodi ([ˈboɾʃodi]) est une marque de bière hongroise de type Helles produite par la société Borsodi Sörgyár Zrt.. Son nom renvoie au comitat Borsod-Abaúj-Zemplén.

## Histoire
La bière Borsodi est apparue pour la première fois dans le nord de la Hongrie en 1973, sous le nom de Borsodi Világos. Ce nom a été remplacé en 1997. Le monde visuel de la marque a subi de nombreux changements, gagnant son image actuelle à partir du milieu des années 90.

## Caractéristiques
- Les bières légères disponibles en Hongrie ont un type d'alcool pils avec une teneur en alcool standard (4,5%).
- L'aspect du verre combine des couleurs sombres (bouteille marron, étiquette vert foncé).
- Ingrédients: eau, malt d'orge, semoule de maïs, houblon, levure de bière, métabisulfite de potassium.

## Produits
La marque recouvre plusieurs produits :
- Borsodi Világos
- Borsodi Bivaly
- Borsodi Póló